# Fiumicino
Fiumicino è un comune italiano di 83 415 abitanti della città metropolitana di Roma Capitale nel Lazio.

## Geografia fisica

### Territorio
Fiumicino si estende lungo il litorale tirrenico a nord del delta del Tevere, in una posizione geografica che ne ha fortemente condizionato la storia e lo sviluppo. Il territorio comunale è caratterizzato da una grande varietà di ambienti, che vanno dalle spiagge sabbiose alle zone umide, dalle pinete alle campagne coltivate. Al termine di via Portuense, sorge l'abitato di Fiumicino; la parte vecchia dell'abitato si dispone lungo via della Torre Clementina secondo una sistemazione ideata da Giuseppe Valadier.
Il delta del Tevere ha plasmato il paesaggio di Fiumicino, creando un'area umida di grande valore naturalistico. Canali, lagune e zone paludose caratterizzano questo ambiente, ricco di biodiversità. Isola Sacra, in particolare, si trova all'interno di questa complessa rete idrografica, originatasi dai rami del Tevere, di cui quello situato a nord (detta Fossa Traianea) è di origine artificiale. Spostandosi verso nord, il paesaggio urbano lascia gradualmente il posto a un contesto più rurale.
Il territorio di Fiumicino è prevalentemente pianeggiante, con quote altimetriche contenute. L'origine geologica è legata ai depositi alluvionali del Tevere e ai sedimenti marini. Il reticolo idrografico è piuttosto denso, con numerosi corsi d'acqua minori che sfociano nel Tevere o direttamente nel mare.
A qualche chilometro a nord di Maccarese si trova la foce del fiume Arrone.

### Clima
Il clima di Fiumicino è tipicamente mediterraneo, con estati calde e secche e inverni miti e piovosi. Le precipitazioni sono concentrate nei mesi autunnali e invernali. Il vento è un elemento caratteristico del litorale, con frequenti maestrali che influenzano le condizioni climatiche e marine.
- Classificazione climatica: zona C, 1240 GR/G

## Storia

### Antichità e medioevo
Il territorio dell'attuale comune di Fiumicino è stato frequentato sin dall'antichità. Qui infatti sorgeva l'insediamento di Porto (Portus), sviluppatosi come scalo marittimo della città di Roma cui era collegata tramite la via Portuense, e voluto dagli imperatori Claudio e poi Traiano: il bacino esagonale voluto da quest'ultimo è tuttora esistente. Presso l'Isola Sacra è stata rinvenuta l'omonima necropoli, che ha restituito circa 150 sepolture di età imperiale, con mosaici molto ben conservati e decorazioni pittoriche musive o in stucco. Altra testimonianza di questo periodo è offerta dai resti della basilica paleocristiana dedicata a sant'Ippolito, che secondo la tradizione qui avrebbe ricevuto il martirio ed è oggi venerato come patrono di Fiumicino. Sempre nel territorio di Fiumicino (nei pressi del Centro Da Vinci) sorgono le antiche saline etrusche della città di Veio, qui localizzate in età preromana per garantire ai veientani l'approvvigionamento di sale da un'area la cui presenza ha sempre variato in base all'avanzamento o meno della linea di costa. Inoltre, trovandosi vicino al Tevere, consentiva ai mercanti di Veio di trasportare le derrate fino a nord attraverso il fiume e i suoi affluenti.
In seguito all'avanzamento della linea di costa e al progressivo impaludamento dei due bacini portuali, la città di Portus finì per spopolarsi a vantaggio di vicini insediamenti minori come l'episcopio di Porto.

### Età moderna
Nel corso dei secoli, i papi ordinarono la costruzione di torri costiere lungo questo tratto del litorale tirrenico, quali la torre Nicolina, fatta costruire da Niccolò V nel 1450 e restaurata da Pio V nel 1567, la torre Alessandrina e la torre Clementina. Attorno a quest'ultima, sotto il pontificato del suo successore Gregorio XIII (1572-82), iniziò a svilupparsi un villaggio di pescatori: così è raffigurata Fiumicino nel 1582 in un coevo affresco nella Galleria vaticana delle carte geografiche.
Tra il 1823 e il 1828, sotto Leone XII, l'incarico di creare un autentico centro urbano, adeguato alle necessità della popolazione, fu affidato ad uno dei maggiori architetti dell'epoca, Giuseppe Valadier, il cui progetto autografo si trova tuttora presso la sede dell'accademia di San Luca a Roma. Dal Borgo Valadier originò il moderno centro abitato di Fiumicino.
Dal 1880 in poi, con l'apertura della ferrovia di collegamento con Roma, Fiumicino conobbe un rapido sviluppo economico e demografico.
Tra la fine dell'800 e gli anni '30 del '900, il territorio fu bonificato dalla malaria

### Età contemporanea
Fiumicino fu gravemente danneggiata dai bombardamenti avvenuti durante la seconda guerra mondiale. Il 15 gennaio 1961, al termine dei lavori durati 21 mesi, fu inaugurato l'aeroporto di Roma-Fiumicino, il primo aeroporto italiano per numero di passeggeri.
Nel 1992, a seguito di una consultazione referendaria popolare, si costituì il comune autonomo di Fiumicino, come poi sancito dalla legge regionale n. 25 del 6 marzo 1992.
Il 17 dicembre 1973 un attentato all'aeroporto di Fiumicino causò 32 morti, mentre il secondo attentato del 27 dicembre 1985, causò 19 morti.

### Simboli
Lo stemma e il gonfalone del comune di Fiumicino sono stati concessi con decreto del presidente della Repubblica del 1º agosto 1995.
Il gonfalone è un drappo di rosso.

## Monumenti e luoghi d'interesse

### Architetture civili

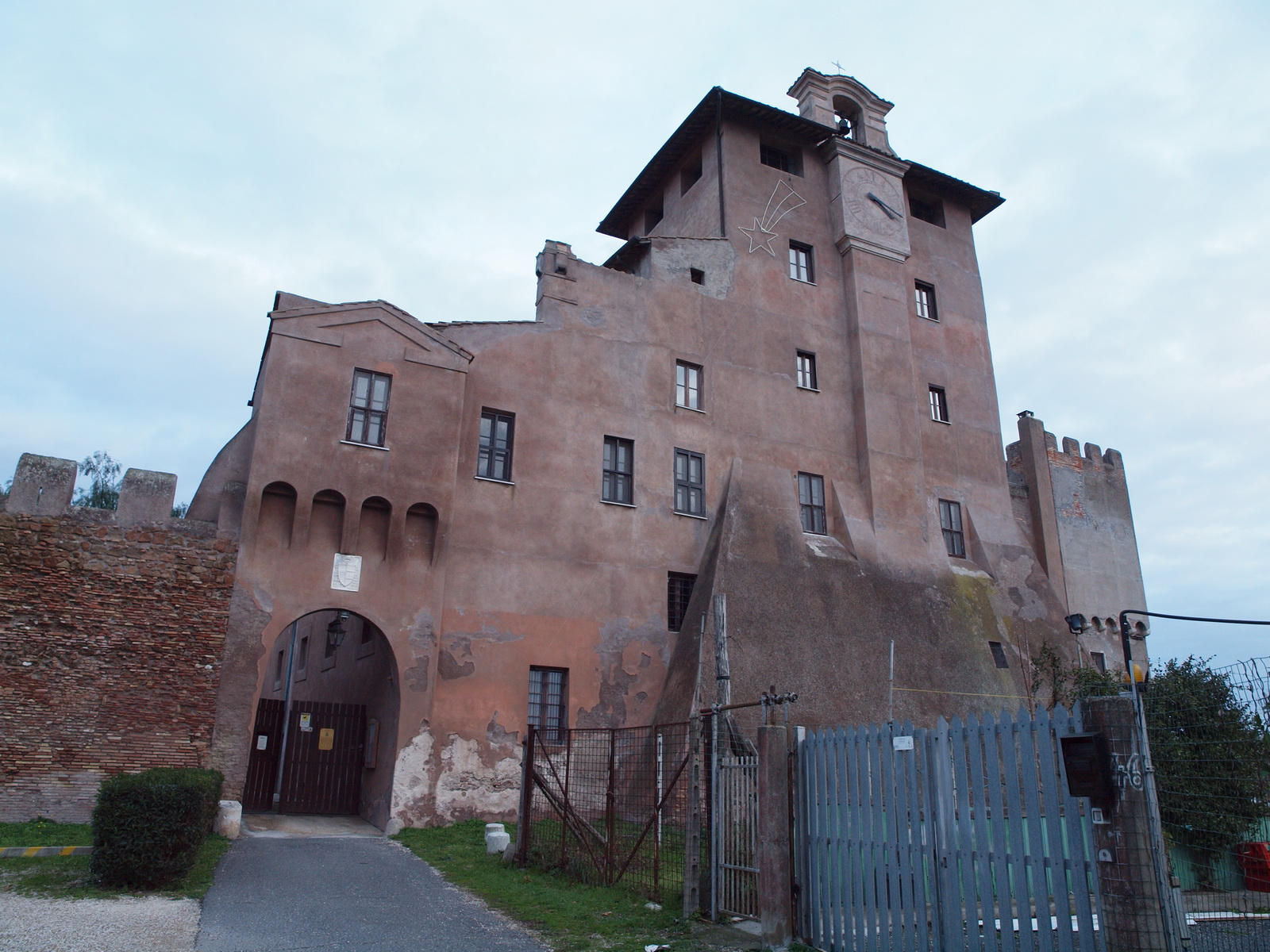
L'episcopio di Porto

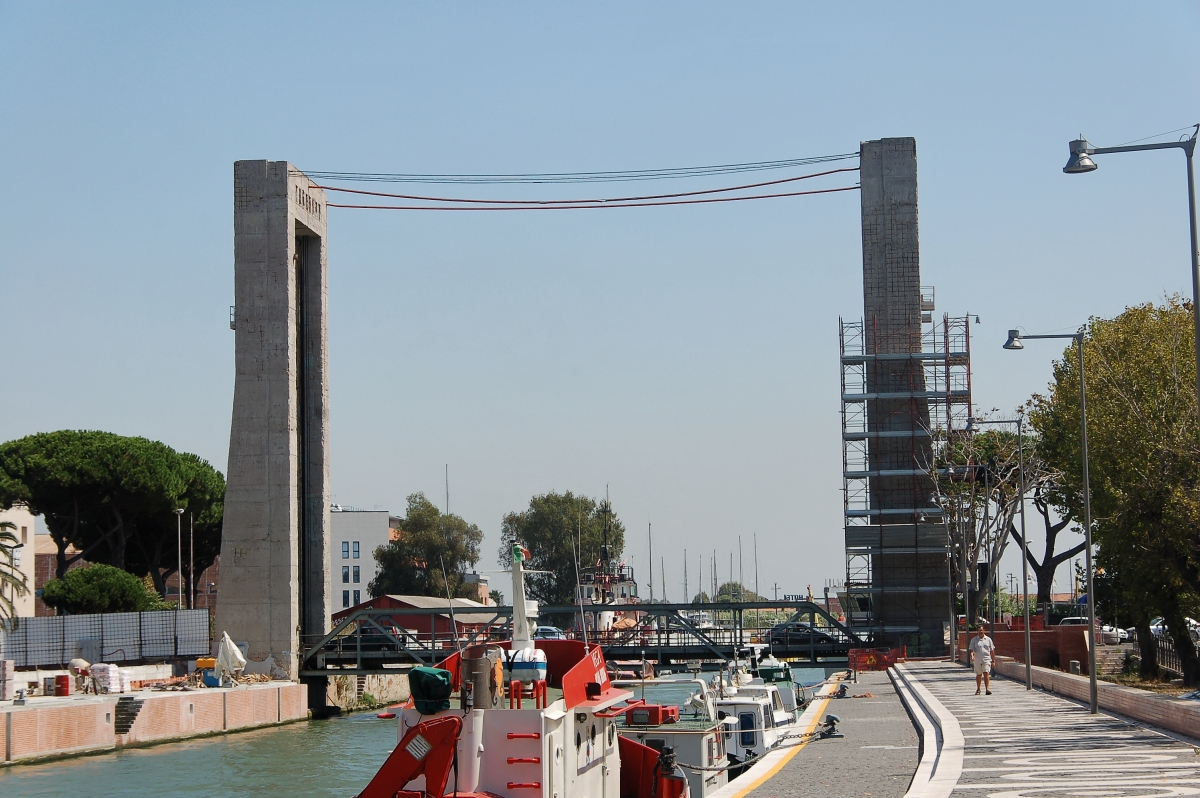
Ponte levatoio Due Giugno

- Casale La Rotonda, su via Col Moschin. Casale a pianta circolare del XIII secolo. [senza fonte]
- Villa Guglielmi è una storica residenza di campagna, immersa in un vasto parco verde. La sua storia iniziò nel 1697, quando il Principe Don Giovanni Battista Aldobrandini decise di acquistare un Casino, ossia una raffinata dimora rurale, ideale per momenti di relax e celebrazioni conviviali. Nel corso degli anni, la villa ha accolto diverse famiglie nobili, come i Pamphili, Colonna e Primoli, fino a diventare proprietà della famiglia Guglielmi verso la fine dell’Ottocento. Oggi Villa Guglielmi è di proprietà del Comune di Fiumicino e ospita una biblioteca comunale con oltre 21.600 volumi dove è anche possibile andare a studiare in tranquillità, oltre che uffici comunali e spazi per eventi culturali. Il parco che la circonda si estende per circa 10 ettari ed è molto apprezzato dai cittadini perché è l'ideale per fare pic nic, passeggiare, fare sport o stare in contatto con la natura. La villa ha anche ospitato personaggi illustri, tra cui Papa Gregorio XVI e il compositore Claude Debussy, che fu ospitato qui intorno al 1885 da Primoli, durante un suo soggiorno a Roma. In “Strenna dei Romanisti” Franco Onorati riporta una descrizione di Fiumicino del musicista: “Ho lasciato Roma e sono stato a Fiumicino. Primoli, essendo a Parigi, m’ha offerto la sua villa che è deliziosamente sistemata. Fiumicino è un luogo affascinante dove i romani vengono a farsi i bagni nel mare e dove ho avuto un piacevolissimo soggiorno, ho goduto d’una completa solitudine, ciò di cui ho bisogno per adesso.” [9]
- Borgo Valadier e molo della fossa traianea. Edifici (abitazioni, dogana, casa della sanità) in stile neoclassico del XIX secolo (1823-8). Il borgo prende il nome dall'architetto che ne progettò la costruzione nel 1823: Giuseppe Valadier. Egli lavorò per le Fabbriche Camerali e fu personaggio importante per la città di Roma in quanto autore di Piazza del Popolo e restauratore dell'Arco di Tito e del Colosseo. Valadier progettò un borgo signorile costituito da abitazioni civill, che si estendeva dalla Torre Alessandrina alla Torre Clementina. Al centro, per non tradire il suo caratteristico tema della simmetria, vi pose l'attuale chiesa di S. Maria Porto della Salute. Dietro il borgo, Valadier aveva progettato un viale alberato con giardini all'italiana, il fronte verso il canale lo aveva dedicato alle attività portuali e aveva previsto degli archi di passaggio tra gli edifici civili e quelli camerali. Tuttavia la realizzazione del progetto, completatosi nel 1828, per volere del Tesoriere della Reverenda Camera Apostolica, subì alcune modifiche: gli edifici furono costruiti più arretrati rispetto al fiume, il viale alberato non fu realizzato e il fronte del canale divenne la strada principale del nuovo borgo. IL Borgo rappresenta il centro storico di Fiumicino e si delinea lungo il canale, dal termine della Via Portuense. [senza fonte]
- Borgo di Palidoro[senza fonte]
- Borgo di Tragliata, piccolo insediamento su sperone tufaceo[senza fonte]
- Fontana delle Cinque Lune, in passato collocata a Roma, vicino a piazza Navona, in via delle Cinque Lune. Realizzata dall'architetto Salvatore Amato nel 1929, venne smontata nel 1936 per l'apertura di Corso del Rinascimento.[senza fonte]
- La casa Albero dell'ing. Giuseppe Perugini a Fregene[10][11]
- La casa Nave del principe Giovanni Borghese Torlonia a Focene[12][13]
- La casa Nervina dell'ing. Pier Luigi Nervi a Fregene[14]
- La casa del Guardiano a Fregene[15]
- La casa di Alberto Moravia al villaggio dei pescatori di Fregene[16]
- Palazzo Grassi[senza fonte]
- Ponte Due Giugno[17]

### Architetture religiose

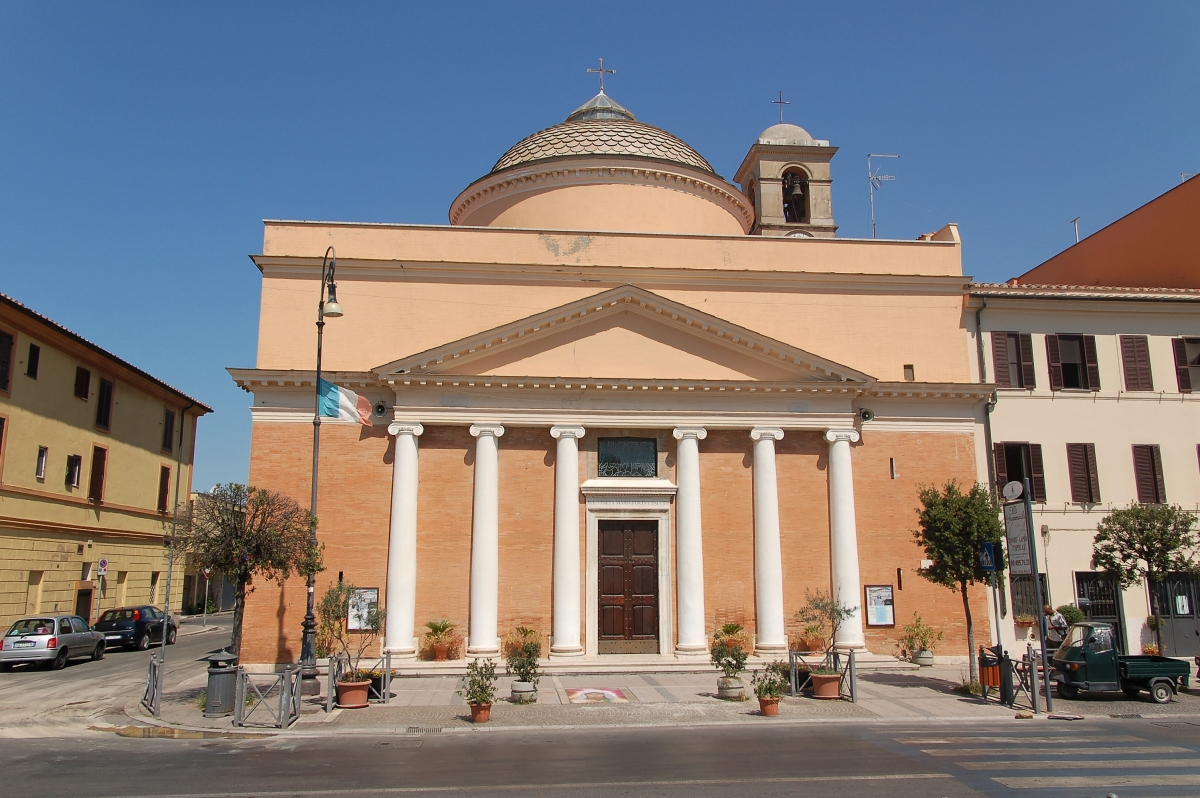
Santa Maria della Salute

- Episcopio di Porto, antica sede vescovile di Porto in Santa Rufina. Dopo lo spopolamento della città di Porto, nel medioevo l'episcopio divenne luogo fortificato con funzione difensiva dalle incursioni saracene.
- Cappella di Santa Ninfa a Focene, piccola cappella del 1700 dedicata all'omonima martire
- Chiesa di Santa Maria Porto della Salute. Chiesa neoclassica del XIX secolo (1823-8), parte del progetto di Borgo Valadier. 41.771708°N 12.231783°E
- Parrocchia Ortodossa Romena San Dionigi l'Umile[18]

### Architetture militari
- Castello di Torre In Pietra. Castello medievale in località Torrimpietra.
  - Torre di Pagliaccetto o Torre in Pietra. Torre medievale che ha dato il nome alla suddetta località.
- Castello di San Giorgio. Castello medievale in località Maccarese. 41.877196°N 12.215811°E
- Torre di Palidoro o Torre Perla, in località Palidoro. Torre costiera di epoca medievale, restaurata nel 1562.
- Torre Nicolina o Torraccia dello Sbirro, su via della Scafa. Torre costiera del XV secolo (1450), restaurata nel 1567. 41.769006°N 12.24246°E
- Torre di Maccarese o Torre Primavera, in località Maccarese. Torre costiera del XVI secolo (1564-5). 41.867291°N 12.191469°E
- Torre Gregoriana. Torre costiera ricavata dal campanile romanico della basilica di Sant'Ippolito (1580). 41.773277°N 12.261424°E
- Torre Alessandrina. Torre costiera del XVII secolo (1662). Inglobata nella dogana progettata da Giuseppe Valadier (1823-8). 41.771661°N 12.233646°E
- Torre Clementina. Torre costiera del XVIII secolo (1773). Distrutta durante la seconda guerra mondiale.
- Vecchio Faro di Fiumicino, costruito nel dopoguerra e abbandonato nel 1971, perché pericolante. 41.744225°N 12.22294°E
- Bunker II Guerra Mondiale[19][20][21][22][23][24]
- Caposaldo difensivo di Ponte Galeria[25]

### Aree naturali e parchi urbani
- Riserva naturale statale Litorale Romano; il territorio comunale si trova all'interno della riserva, che protegge alcune aree di interesse naturalsitico, come le dune di Passoscuro e Focene o la pineta di Fregene.

Tra l'abitato di Focene e quello di Fregene è situata un'importante area protetta gestita dal WWF denominata Oasi di Macchiagrande.
Altre oasi sono le Vasche di Maccarese e il Bosco Foce dell'Arrone.
Risalendo lungo il Canale di Fiumicino e poi lungo il percorso principale del Tevere è possibile incontrare diverse specie di uccelli acquatici tra cui si segnalano l'airone cenerino, la garzetta e il martin pescatore.

### Memoriali

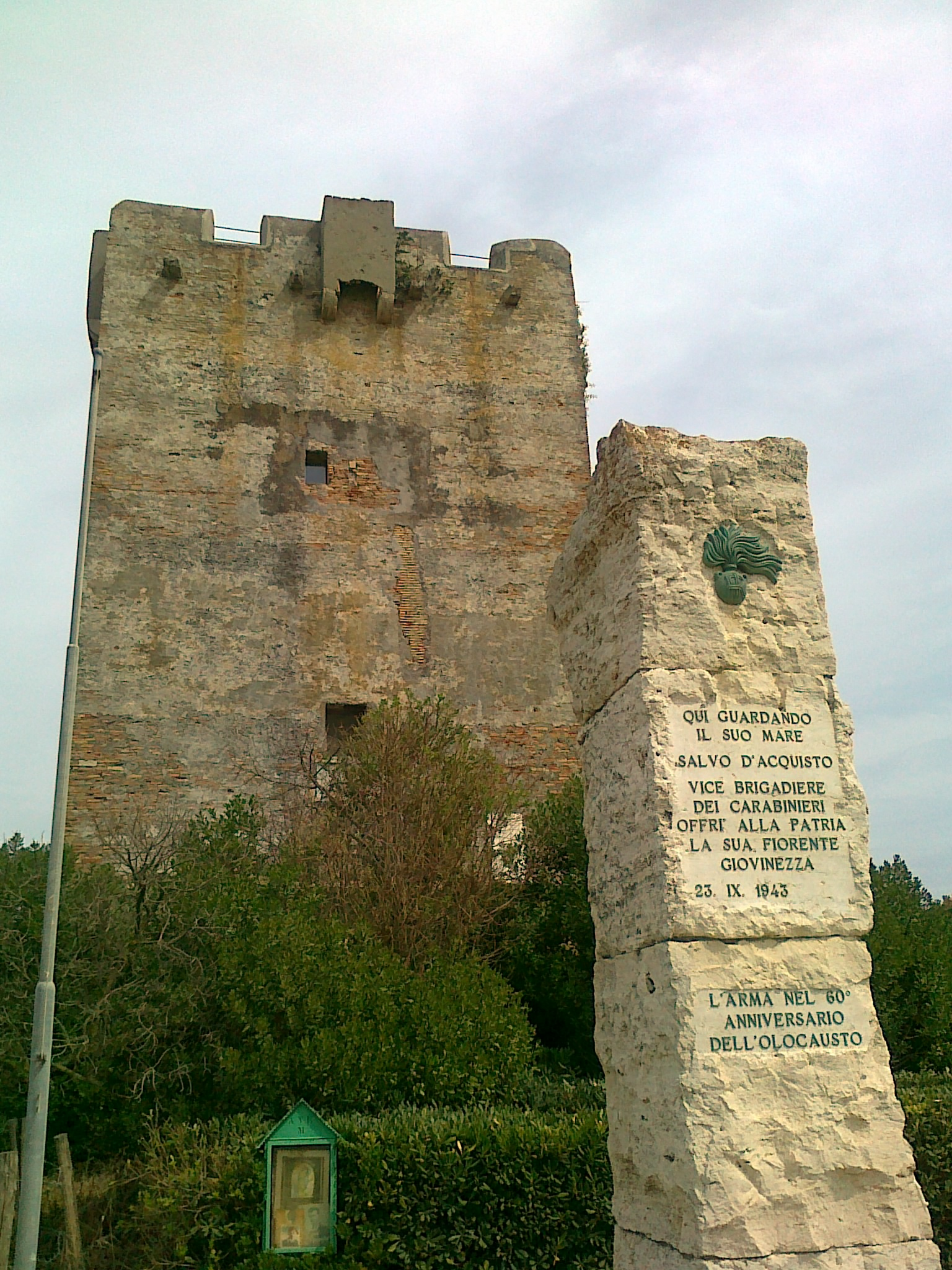
Torre di Palidoro. Luogo della fucilazione di Salvo D'Acquisto

- Stele funeraria in ricordo di Salvo D'Acquisto, presso la Torre di Palidoro
- Stele ai Caduti per la pace, presso l'aeroporto Leonardo da Vinci[26]

### Siti archeologici
- Necropoli di Porto Isola Sacra
- Area archeologica dei Porti Imperiali di Claudio e Traiano
- Necropoli etrusca della Regina, presso Tragliatella[27]
- Sito archeologico Le Cerquete-Fianello[28][29]

## Cultura

### Istruzione

#### Musei
- Museo delle navi di Fiumicino, un museo archeologico realizzato negli anni sessanta per ospitare i resti di cinque navi romane rinvenute durante i lavori per la costruzione dello scalo aeroportuale.
- Museo del Saxofono[30][31]
- Museo della Civiltà Contadina[32]
- Museo storico dei Carabinieri[33]
- Museo Salvo D' Acquisto, alla Torre di Palidoro[34][35]
- Ecomuseo del litorale romano - Polo di Maccarese[36][37]
- Polo Museale scolastico della Bonifica di Maccarese [38]
- Museo di scultura contemporanea , a Fregene.[39]
- Museo Da Vinci[40]
- Locomotiva treno storico, del 1880[41]
- Archivio storico Azienda Maccarese[42]

### Media

#### Radio
Ha sede nel comune l'emittente privata Radio Dimensione Musica, che trasmette in modulazione di frequenza.

## Società

### Evoluzione demografica
Abitanti censiti

### Etnie e minoranze straniere
Al 1º gennaio 2024, la popolazione straniera di Fiumicino è di 10 297 persone, pari a circa il 12% dei residenti.

### Geografia antropica
Appartengono al comune di Fiumicino, oltre che la città di Fiumicino, altri centri abitati tra cui quello di Isola Sacra sull'omonima isola, delimitata dal Mar Tirreno e dai due rami in cui si divide il Tevere alla foce: questi sono detti Canale di Traiano (o Fossa Traianea) e Fiumara Grande.
Il territorio del comune (in particolare Isola Sacra) è stato sino alla fine del secolo scorso una delle zone dell'area romana maggiormente colpite dall'abusivismo edilizio.

### Frazioni
- Capoluogo comunale: 16 000 abitanti
- Aranova: 5 341 abitanti
- Focene: 3 892 abitanti
- Fregene, già zona Z. XXXVIII del comune di Roma: 6 721 abitanti
- Isola Sacra, già zona Z. XXXVI del comune di Roma: 14 500 abitanti
- Maccarese, già zone Z. XLII e Z. XLIII del comune di Roma: 4 559 abitanti
- Passoscuro: 4 634 abitanti
- Torrimpietra, già zona Z. XLVI del comune di Roma: 3 056 abitanti
- Palidoro, già zona Z. XLVII del comune di Roma: 1 402 abitanti
- Testa di Lepre: 732 abitanti
- Tragliata: 106 abitanti
- Tragliatella: 677 abitanti
- Le Vignole: 658 abitanti
- Porto di Fiumicino (zona Archeologica Porto di Claudio e Traiano)
- Parco Leonardo

## Economia
Fiumicino è uno dei principali centri pescherecci del Mar Tirreno centro-settentrionale, con un settore della pesca ben sviluppato e di grande importanza economica per la regione. La città ospita uno dei più grandi mercati ittici d'Italia, dove numerose aziende locali operano nel commercio e nella distribuzione di prodotti del mare.
Il settore della ristorazione è particolarmente vivace e rappresenta una parte significativa dell'economia locale, con molti ristoranti che offrono pesce fresco.
Durante l'estate, Fiumicino diventa una meta popolare per i bagnanti, nonostante sia stato dichiarato non balneabile a causa della vicinanza con la foce del Tevere.

### Pesca
Fiumicino è un importante hub per la pesca commerciale, con un grande numero di imbarcazioni e aziende che contribuiscono in modo sostanziale all'industria ittico. Il mercato del pesce di Fiumicino è rinomato per la qualità e la varietà dei prodotti offerti, consolidando la reputazione della città come uno dei principali centri di pesca in Italia. Per rafforzare ulteriormente la sua posizione nel settore della pesca, Fiumicino sta realizzando due nuovi porti, sia turistici che commerciali.

## Infrastrutture e trasporti

### Ferrovie
All'interno della vasta area comunale è presente la stazione FS di Fiumicino Aeroporto che collega l'Aeroporto internazionale con la stazione di Roma Termini, tramite un servizio senza soste intermedie tra Roma Termini e la stazione dell'Aeroporto denominato Leonardo Express.
La stazione di Fiumicino Aeroporto è servita anche dalla Ferrovia regionale FL1 che effettua un servizio con fermate intermedie e collega l'aeroporto alla stazione di Parco Leonardo (situata a ridosso del medesimo centro commerciale) e alle stazioni nell'area urbana di Roma Ostiense, Roma Tiburtina, Fara Sabina e Orte.
Sulla linea ferroviaria FL5 (Roma-Ladispoli-Civitavecchia), che non transita per la stazione di Fiumicino Aeroporto, sono presenti due stazioni nel comune di Fiumicino: Maccarese-Fregene e Torrimpietra-Palidoro.
Dal punto di vista del trasporto su ferro, il fulcro della mobilità è la stazione situata all'interno dell'area aeroportuale. Il 30 gennaio 2000 il collegamento Bivio Porto-Fiumicino Città venne soppresso: dopo alcuni anni di abbandono, a partire dal 2007 gli impianti ferroviari furono rimossi e demoliti, nell'ambito di un piano di riqualificazione mirato alla costruzione di un nuovo quartiere, con annessa la nuova sede del comune di Fiumicino.

### Porti
Il porto di Fiumicino, importante scalo per i pescherecci d'altura, è oggetto di importanti progetti dal profilo turistico.
Oltre a questo porto ne sono previsti altri due. Il primo verrà realizzato a Fiumicino Centro per un uso commerciale. Il secondo, realizzato dalla Royal Caribbean International, previsto anche tra le opere fondamentali per il Giubileo del 2025 ospiterà anche navi da crociera. Verrà realizzato nella frazione di Isola Sacra.

### Aeroporto
Il comune è sede dell'aeroporto internazionale Leonardo da Vinci, aperto ufficialmente nel 1961.

### Mobilità urbana
Il trasporto pubblico su gomma nel comune è gestito da Trotta Bus Services. La frazione Testa di Lepre è collegata con Roma (Casalotti) dalla linea Roma TPL 025 mentre una parte di Aranova è servita dalla linea ATAC 246P, che la collega con la stazione Cornelia (linea A). Come collegamenti extraurbani con Roma sono incluse le autolinee Cotral, che collegano sia Fiumicino che l'aeroporto con le stazioni di Cornelia, EUR Magliana (linea B/B1) e Lido di Ostia Centro (ferrovia Roma-Lido). È collegata a Roma con il treno dall'aeroporto Leonardo da Vinci. Sono presenti diversi percorsi ciclabili

## Amministrazione
Dal 1972 costituì la circoscrizione XIV del comune di Roma. A seguito del parere positivo ottenuto in un'apposita consultazione referendaria popolare, nel 1992 la circoscrizione divenne il comune autonomo di Fiumicino, come poi sancito dalla legge regionale n. 25 del 6 marzo 1992. Il territorio del nuovo comune fu ricavato dalle seguenti zone dell'Agro romano:
- Z. XXXVI Isola Sacra, Z. XXXVII Fiumicino, Z. XXXVIII Fregene;
- Z. XLI Ponte Galeria (parte), Z. XLII Maccarese Sud, Z. XLIII Maccarese Nord (quasi tutta);
- Z. XLV Castel di Guido (parte), Z. XLVI Torrimpietra, Z. XLVII Palidoro

## Sport

### Atletica leggera
- ASD Atletica Villa Guglielmi.[50]
- Isola Sacra ASCD.[50]
- Team Camelot ASD .[50]

### Calcio
- A.S.D. Fiumicino 1926 che, nel campionato 2022-23, milita nel campionato maschile di Promozione.

### Calcio a 5
- Real Fiumicino che, nel campionato 2019-20, milita nel campionato maschile di serie C1.[51]
- Fiumicino 1926 che, nel campionato 2019-20, milita nel campionato maschile di serie C2[52] e in quello femminile di serie D.[52]

### Pallacanestro
- Supernova Fiumicino milita nei campionati giovanili di Pallacanestro e nella stagione sportiva 2022-2023 vince il campionato maschile di Serie C Silver.[53]
- A.S.D. MB Sporting Club che nel 2019-2020 milita nel campionato maschile di Serie D.[54]

### Pallavolo
- Isola Sacra Volley che nel 2019-2020 milita nel campionato maschile di Serie B[55] e nella serie d femminile[senza fonte].
- Volley Fiumicino, serie C maschile e prima divisione femminile
- Pallavolo San Giorgio, serie D maschile e serie d femminile

### Pattinaggio
- Accademia di pattinaggio artistico su rotelle, pattinaggio Fiumicino, con partecipazioni a campionati regionali, italiani e nazionali
- Debby Roller Team, Squadra agonistica di pattinaggio velocità, in line di livello nazionale ed internazionale.

### Rugby
- Rugby Fiumicino, serie C.[senza fonte]

### Pallanuoto
Olimpia club Fiumicino
Tennis
Olimpia club Fiumicino

## Impianti Sportivi
- Palazzo dello sport Fersini ( palestra, calcio a cinque, calcio a otto, volley, basket. attualmente in ristrutturazione completa)[58][59]
- Stadio Desideri
- Stadio Cetorelli ( atletica, calcio, pattinaggio )[60][61]
- Piscina comunale
- Centro Sportivo Salvatore Tanzillo ( rugby )[62]
- Impianto sportivo Garbaglia
- Skate Park[63][64]
- Tennis club[65]